# 许磊然
许磊然（1918年—2009年6月26日），原名许怡曾，笔名磊然，女，上海人，毕业于沪江大学、上海圣约翰大学。中国大陆翻译家，中国作家协会会员，中国翻译协会名誉理事。

## 生平
1918年，许磊然出生在上海市的一个书香门第，祖父是前清秀才，父亲留学德国，弟弟许步曾，英语翻译家。
1934年，许磊然进入中西女子中学读书。
1939年，许磊然毕业于沪江大学（今上海大学）新闻系。
1941年，许磊然开始发表作品。
1944年，许磊然开始工作，先后在上海时代出版社工作。
1949年，许磊然加入中国作家协会。
1954年，许磊然调到北京人民文学出版社工作。
2009年，许磊然逝世于北京。

## 家庭
许磊然嫁给了俄文文学翻译家叶水夫，他是她上海沪江大学的同学。

## 作品
- 《毁灭》（亚历山大·亚历山大罗维奇·法捷耶夫）
- 《青年近卫军》（亚历山大·亚历山大罗维奇·法捷耶夫）
- 《最后一个乌怼格人》
- 《教育诗》（苏联安东·马卡连柯）[1]
- 《日日夜夜》（康斯坦丁·西蒙诺夫）
- 《上尉的女儿》（亚历山大·谢尔盖耶维奇·普希金）
- 《别尔金小说家集》（亚历山大·谢尔盖耶维奇·普希金）
- 《死魂灵》（尼古拉·瓦西里耶维奇·果戈里）
- 《罗亭》（伊万·谢尔盖耶维奇·屠格涅夫）
- 《贵族之家》（伊万·谢尔盖耶维奇·屠格涅夫）
- 《白毛狮子狗》（库布林）[2]
- 《安娜·卡列尼娜》（列夫·托尔斯泰）
- 《母亲》（马克西姆·高尔基）

## 奖项
- 2004年，中国翻译协会“资深翻译家”荣誉称号。